# Lukas Simonis
Lukas Simonis est un guitariste d'avant-garde néerlandais, spécialiste de l'improvisation libre et de l'expérimentation sonore se produisant en solo ou avec des combos de circonstance, il a collaboré depuis les années 1980 avec de très nombreux musiciens issus d'horizons divers comme Eugene Chadbourne, Pierre Bastien, G.W. Sok (The Ex), Anne La Berge, Goh Lee Kwang, Takayuki Kawabata et autres.
En 1999 il participe à la fondation du WORM à Rotterdam.

## Discographie
- Lukas Simonis & Pierre Bastien - Mots D'Heure: Gousses, Rames, (CD) In-Poly-Sons, 2002 In-Poly-Sons[2]
- Lukas Simonis &  Goh Lee Kwang - First Album + Bonus EP 2005
- Stots, CD 2006 Z6[3]
- Lukas Simonis - Stots, (CD), Z6[5],  2006
- Lukas Simonis - Collaborations (w/ various artists), (CD), Herbal records, 2006
- Lukas Simonis & Takayuki Kawabata  - News, (CD/LP) Z6Records, 2007
- Anne La Berge & Lukas Simonis - Rust Fungus, CD 2010 Z6
- Candlesnuffer & Lukas Simonis - Nature Stands Aside, CD/LP 2011 hellosQuare Recordings, Z6
- Zoikle (Simons, G.W. Sok and others) - Illusies 1 & 2, 7, 2011
- Lukas Simonis & Goh Lee Kwang - First Album + Bonus EP (CD) Herbal records, 2012

### Aa Kismet
- Where's The Rest Of Me? (CD/LP), ADM, 1999
- What's The Use Of Crying When The Wolves Have Arrived (CD/LP/Dig) Z6, 2001

### VRIL
- The Fatal Duckpond (CD) ReR Megacorp, 2009
- Effigies in Cork (CD) ReR Megacorp, 2006
- VRILfilms (DVD) Z6Records  2011

### Coolhaven
- Blue Moustache (CD/LP/dig) z6 2001
- Trømblocque Phantasiën (CD/LP) Taple, 2006
- Felix Kubin & Coolhaven - There Is A Garden b/w Waschzwangmama (7" Single) A-Musik 2006
- Felix Kubin & Coolhaven - Suppe fur die nacht (CD) Korm Plastics, 2007
- Bobby Conn/Coolhaven - Bigmag. III POLYTOPIA - For The Quasi Crystals (12", Pic, Ltd) Drop Of Blood Records 2008

### Dull Schicksal
- Eva Braun (EP) Golden Mercy 1984
- This Side Of Toilet Rug (LP) Golden Mercy 1985
- Your Aunt In Her Cupboard (LP) A Deaf Mute 1989
- My Tree Has As Much Branches As Roots (7") Golden Mercy 1989
- They Saved Hitler's Brain (CD, LP) ADM Records 1990
- Neem Die Pijp Uit Je Muil, Jij Hond (CD, LP) ADM Records 1992
- Dikke Mannen (CD, LP) ADM Records 1993
- Herfstblad'ren (CD, LP) AMF - Music 1994
- Ambush (CD, LP) AMF - Music 1997

### Trespasser W
- Pretty Lips Are Red (LP)	Dead Man's Curve	 1987
- Dummy (2xLP, Album)	TW	 1988
- Potemkin (LP, Album)	TW	 1989
- Roots & Locations (LP)	ADM, TW	 1991
- Fly Up In The Face Of Life (CD, Album) AMF - Music 1996
- Leaping The Chasm (CD, Album)	Organic	 1999
- Pretty Lips Are Red & The Ghost Of The Jivaro Warrior (CD, Album, Ltd + Box, Ltd)	Mecanique Populaire	 2002

#### Singles & EPs
- Macht Kaputt (7", EP)	ADM	 1989
- Kinder e.p. (10")	TW	 1991

### Liana Flu Winks
- Sunshine Furball (CD) Z6records, 2002
- The Discombobulators (CD) Z6records,  2004
- Hay Test Grits (CD) Z6records,  2012

### Autres
- Avec Estos Noson Pagagos - Hebban Olla Vogalas (CD) Pri-Ma Records 1995,
- Avec Ornament & Crime Arkestra - Farbe Couleur, Colors (CD) AMF, 1995
- Avec Morzelpronk - No Light, No House (CD) 1994, Kl’mpenzorro (CD) 2000
- Avec The Rosebuds - The Rosebud Mystery (K7) 1995
- Avec The Rhinestones et Kathenka - Chelsea Girl (CD) 1998
- Avec Eugene Chadbourne et the Insect and Western Party - Beauty and the Bloodsucker (CD) Leo Records, 1999
- Avec; Faces - Tijdlus (dvd, 2010)
- Avec; Apricot My Lady - Newly Refurbished And Tussock Moth (CDr/LP) esc.rec. 2009
- Avec; Perfect Vacuum -  A Guide to the Music of the 21th Century (CD) Acid Soxx, 2009
- Avec; Zoikle (Simonis, G.W. Sok et autres) - Illusies 1 & 2, (7”) 2011
- Avec; Kodi & Pausa - In one week and new toys to play (CD) Korm plastics, 2005
- Avec; Peter Stampfel & the Worm All-Stars - A Sure Sign of Something (CD) Acid Soxx, 2010
- Avec; The Static Tics - My favorite Tics (CD) Z6records, 2011